# Maria Nazionale
Maria Nazionale (* 31. Juli 1969 in Torre Annunziata) ist eine italienische Sängerin und Schauspielerin.

## Leben
Maria Nazionale wurde in der Provinz Neapel geboren, lebte jedoch 15 Jahre lang in Mailand, wo sie im Alter von 16 Jahren ihre musikalische Karriere begann. 1986 trat sie mit dem Titel Ragazzo solo’ beim italienischen Gesangswettbewerb Festivalbar auf. 1993 erschien ihr Debütalbum Maria Nazionale bei EMI. In der Folge wandte sie sich vor allem der neapolitanischen Volksmusik zu, was dazu führte, dass sie in der Region Kampanien wesentlich bekannter ist als im übrigen Italien. Zweimal nahm Maria Nazionale am Sanremo-Festival teil: 2010 sang sie ein Duett mit dem neapolitanischen Sänger Nino D’Angelo, 2013 trat sie solo auf.
Neben ihrer Gesangskarriere arbeitet Maria Nazionale auch als Schauspielerin. Sie trat in verschiedenen modernen italienischen Theaterstücken auf, so in Lacreme Napulitane abermals an der Seite von Nino D’Angelo. Im Jahr 2008 spielte sie unter der Regie von Matteo Garrone die Rolle der Maria im Film Gomorrha – Reise in das Reich der Camorra. Der Film gewann den Europäischen Filmpreis 2008 sowie den italienischen Filmpreis David di Donatello. Auch Nazionale war als beste Nebendarstellerin für einen David di Donatello nominiert.

## Diskografie
- 1993: Maria Nazionale
- 1994: Addo so stata troppo fredda
- 1994: Ha da passà ’a nuttata
- 1995: Dolci Ricordi
- 1996: Napoli… ti amo
- 1997: Le classiche di Napoli
- 1997: Storie ’e femmene
- 1998: ò core’ ’e Napule
- 1999: Sentimenti
- 2004: Maria Nazionale le classifiche
- 2004: Scema io te voglio bene
- 2008: Puortame a cammenà
- 2013: Libera
- 2021: Qui rido io

## Filmografie
- 2008: Gomorrha – Reise in das Reich der Camorra (Gomorra)